# 聖伯多祿中學

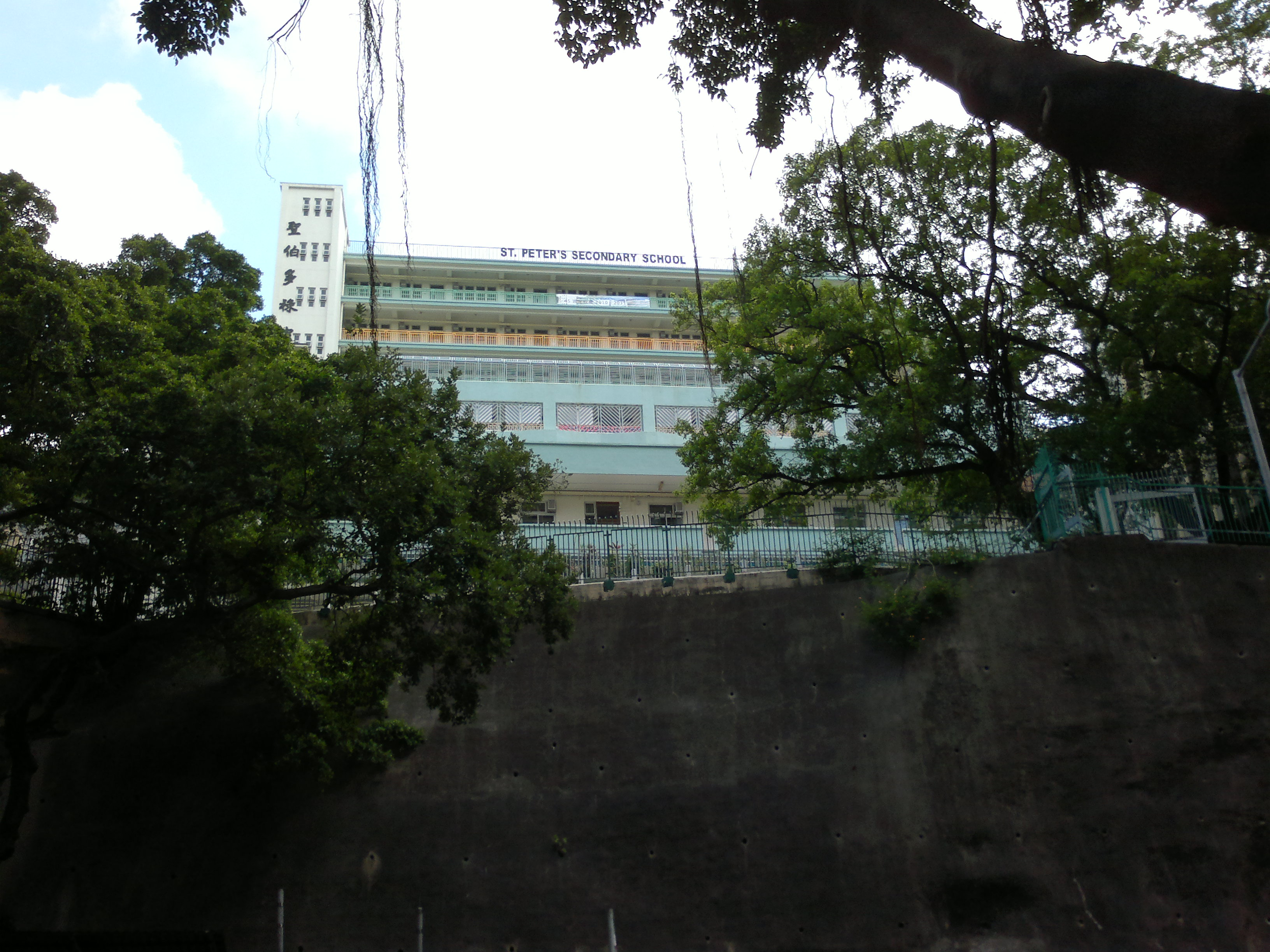
聖伯多祿中學於香港仔大道220號的舊校舍

聖伯多祿中學（英語：St. Peter's Secondary School），校訓為「OBOEDIENTIA ET PAX」（以拉丁文書寫；中文為「服膺真理，締造和平」，英文為「OBEDIENCE AND PEACE」）。是天主教香港教區屬下的一所文法中學，現位於香港南區香港仔香港仔水塘道21號（2012年之前位於香港南區香港仔香港仔大道220號）。是聖伯多祿天主教小學及香港仔聖伯多祿天主教小學直屬中學。

## 校政管理

### 歷任校監
- 李宏基神父[4]
- 麥耀初神父[5]
- 伍國寶神父

### 歷任校長
| 次 | 在任時間  | 姓名     | 參考        |
| -- | --------- | -------- | ----------- |
| 1  | 1965–1968 | 張瑞寧   | [ 6 ]       |
| 2  | 1968–1973 | 梅元碩   | [ 6 ]       |
| 3  | 1973–1977 | 關慧儀   | [ 6 ]       |
| 4  | 1977–1981 | 鄭唐淑柔 | [ 6 ]       |
| 5  | 1981–2012 | 劉超賢   | [ 6 ] [ 7 ] |
| 6  | 2012–2021 | 唐慶強   | [ 6 ] [ 8 ] |
| 7  | 2021–     | 許瀚賢   | [ 9 ]       |

## 學校歷史
學校的歷史遠溯1840年代初，天主教傳教士到香港仔服務居民，並於1849年獲政府撥出一塊為期999年的土地，作宗教用途，後來再在部分土地建校。至1950年代下旬，當時天主教香港教區先在香港仔興辦小學，繼而申辦該區第一所政府資助文法中學。
1965年夏天校舍落成，以堂區主保聖人伯多祿命名。創校時中文原校名為「聖伯多祿英文中學」（St. Peter's Secondary School）；中學部高座啟用，當年為一所男校。按當年計劃擬只收錄男生，開校時僅設初中9班，其後兩年擴展至高中，共開設15班。鑑於校務不斷拓展，而校舍設施日漸不敷應用，故自1972年起，教區當局與校董會多次向教育署申請擴建經費，以增建禮堂及特別室，可惜申請過程迭遇困難，遂令有關計劃一再拖延十數年。
自1976年起，學校應政府要求，開設浮動班，全校遂按年由16班遞增至18班。1982年學校獲准開辦爭取多年之大學預科班，首屆只設理組學科，翌年再增設文組一班，全校亦於1984年遞增至19班，現有27班。1986年為統一中英校名，該校更名為「聖伯多祿中學」。1987年正式獲準興建禮堂，工程隨後將原址的小學遷往利東邨，工程直至1993年完成。期間校方於1988年接收小學部（低座）舊校舍，並同時計劃進行禮堂及校舍擴建工程。中座的禮堂於1993年落成，形成「低座、禮堂（中座）、高座」的校舍建築群。後來於1991年，學校開始招收女生修讀預科。1994年開始採用中文教授部份初中課程。同年，「聖伯多祿中學學生會」成立，以取代學會聯會；而幹事會由全校師生以一人一票方式選出。而同年各年級亦招收女生，正式成為男女校。1998年正式轉為母語教學，但高年級部份科目仍用英語教學。
2002年，聖伯多祿中學新增1E班，中一級由原本的4班變為 5 班。另將低座一樓的美術室遷至地下（設計室旁），並將原位於低座一樓的所有課室（包括多媒體學習室與美術室）改建成為電腦輔助學習室、電腦室、預備室（資訊科技教材）及 1E班房（後改為「英語角」）。另又將中座（禮堂旁）的地理室改建成語言室。並在每個課室都安裝固定的投影機。但2006年取消1E班，其班房改成英語角；中一級變回原本的四班。
由於舊校舍空間不足，此校自2000年起已開始向政府商討原區遷校。直至2007年4月底，此校才獲政府分派香港仔水塘道上方的土地，以興建新校舍。屬後千禧校舍的新校舍興建工程於2012年竣工，並且在7月初正式使用新校舍上課。此前校方在2007年9月向堂區借已搬遷的天主教聖伯多祿幼稚園改裝成中學課室，給5A、5B、7A班使用，為期四年。而於2012年，該校為新校舍加入多個宗教標誌 （页面存档备份，存于），突顯天主教辦學的特色。同年高中逐年增設E班，使每班人數減至約30人。當時學校發起「一人一櫈」活動，讓學生從舊校舍，一人搬運一張櫈到新校舍，目的是讓學生身體力行，一同見證遷校時刻。
及後，聖伯多祿中學於2013年9月安排校內4E、5E、6E班以英語教授數學（必修部份、延伸部份單元二）、化學、物理及生物科，還增設中一級軍訓營項目，以培養學生的紀律精神。2014年更改小組課室為「宗教室」。2017年在校內增設富有天主教色彩的象徵及橫額，突顯天主教教育的五個核心價值；同年，4E班取消以英語修讀化學、物理或生物科之硬性規定，轉化為英文數學班。到了2018年，校內中一級取消軍訓營項目，改為舉辦生命成長營。2019年，4E班再度實施以英語修讀化學、物理或生物科之硬性規定，並取消英文數學班；同時，中四級起取消歷史科選修科目，增設旅遊與款待科為選修科。2022年，中一級再度由原本的4班增至5班，新增1E班。

## 學校設施

### 校園導賞
聖伯多祿中學校園導賞
| 樓層        | 設施 | 設施                | 設施 | 設施         | 設施         | 設施         | 設施       | 設施       | 設施       | 設施 | 洗手間 |
| ----------- | ---- | ------------------- | ---- | ------------ | ------------ | ------------ | ---------- | ---------- | ---------- | ---- | ------ |
| 天台（R/F） | 樓梯 | 天台                | 樓梯 | 天台         | 天台         | 天台         | 天台       | 天台       | 天台       | 樓梯 | ╳      |
| 七樓（7/F） | 樓梯 | 中五及中六戊課室    | 樓梯 | 物理實驗室   | 物理實驗室   | 化學實驗室   | 化學實驗室 | 生物實驗室 | 生物實驗室 | 樓梯 | ✓      |
| 六樓（6/F） | 樓梯 | 中四及中六丁課室    | 樓梯 | STEM 室      | 科學實驗室   | 地理室       | 小操場     | 小操場     | 小操場     | 樓梯 | ✓      |
| 五樓（5/F） | 樓梯 | 中三及中六乙/丙課室 | 樓梯 | 合一書苑     | 生涯規劃室   | 圖書館       | 樓座       | 更衣室B    | 更衣室A    | 樓梯 | ✓      |
| 四樓（4/F） | 樓梯 | 中二及中六甲課室    | 樓梯 | 電腦室       | 電腦室       | 電腦室       | 禮堂       | 禮堂       | 禮堂       | 樓梯 | ✓      |
| 三樓（3/F） | 樓梯 | 中一課室            | 樓梯 | 桌遊室       | 活動室       | 音樂室       | 禮堂       | 禮堂       | 禮堂       | 樓梯 | ✓      |
| 二樓（2/F） | 樓梯 | 伯多祿廣場          | 樓梯 | 宗教室       | 止善書堂     | 家政室       | 視覺藝術室 | 演講廳     | 演講廳     | 樓梯 | ✓      |
| 一樓（1/F） | 樓梯 | 伯多祿廣場          | 樓梯 | 小食部及飯堂 | 小食部及飯堂 | 小食部及飯堂 | 教員室     | 教員室     | 教員室     | 樓梯 | ╳      |
| 地下（G/F） | 樓梯 | 操場                | 操場 | 社工室       | 副校長室     | 會議室       | 校務處     | 校長室     | 醫療室     | 樓梯 | ✓      |

## 組織
| 學會類型     | 學會名稱                        |
| ------------ | ------------------------------- |
| 三社         | ●聖馬爾谷社（St. Mark's House） |
| 三社         | ●聖保祿社（St. Paul's House）   |
| 三社         | ●聖若望社（St. John's House）   |
| 學生會       |                                 |
| 學術性質學會 | 中文學會                        |
| 學術性質學會 | English Association             |
| 學術性質學會 | 數學學會                        |
| 學術性質學會 | 物理學會                        |
| 學術性質學會 | 化學學會                        |
| 學術性質學會 | 生物學會                        |
| 學術性質學會 | 中國歷史學會                    |
| 學術性質學會 | 環境學會                        |
| 學術性質學會 | 資訊科技學會                    |
| 服務性質學會 | 童軍團                          |
| 服務性質學會 | 紅十字會                        |
| 服務性質學會 | 航空青年團                      |
| 服務性質學會 | 扶少團                          |
| 服務性質學會 | 升旗隊                          |
| 服務性質學會 | 德育、公民及國民教育大使        |
| 服務性質學會 | 升學及就業輔導大使              |
| 服務性質學會 | STEAM 領袖生                    |
| 服務性質學會 | 親善大使                        |
| 服務性質學會 | 綠藝文青                        |
| 興趣性質學會 | 視覺藝術學會                    |
| 興趣性質學會 | 天主教同學會                    |
| 興趣性質學會 | 戲劇學會                        |
| 興趣性質學會 | 創意媒體創作組                  |
| 興趣性質學會 | 舞蹈學會                        |
| 興趣性質學會 | 音樂學會                        |
| 興趣性質學會 | 管樂團                          |
| 興趣性質學會 | 敲擊樂團                        |
| 興趣性質學會 | 流行樂隊                        |
| 興趣性質學會 | 無伴奏合唱團                    |
| 興趣性質學會 | 中文辯論隊                      |
| 興趣性質學會 | 攝影學會                        |
| 興趣性質學會 | 體育聯會                        |
| 興趣性質學會 | 扶少團龍舟隊                    |

## 校歌
聖伯多祿中學校歌曲與詞源自創校的意大利神父，因年代已久，當時人的身份已不能考證。歌詞內容是以耶穌門徒「伯多祿」的漁人故事，啟示了同學要學習聖伯多祿的精神，並互助友愛，以致和平，以進大同。

## 校呔
聖伯多祿中學除了在穿著冬季校服時為強制打上校呔外，學生可以在部分活動中自由選擇打上校呔與否，但部分活動則為強制。聖伯多祿中學亦為其中一間要求中六學生在畢業典禮中穿著夏季校服時須在短袖裇衫上打上校呔，並沒有在日常上課日要求的中學。

## 校友
聖伯多祿中學畢業校友遍及香港各界，如工商金融界的進智公交主席黃靈新、香港銀行家符致京；演藝文化界已故導演林嶺東、導演陳慶嘉  、「癲噹」作者陳宇峰、作家子鶩（本名譚天富）；傳媒界前香港無綫新聞主播及記者羅鈺文等人。

## 重大事件
2025年5月31日，該校一名葉姓資訊及通訊科技和物理科教師，在海怡半島海韻閣住所跳樓自殺身亡，經調查後相信死因無可疑。他有超過半年抑鬱症病史，有接受治療，上一次接受治療是5月9日。5月23日起，教師疑因工作壓力導致精神狀況轉差，沒有上班。

## 外部連結
- 聖伯多祿中學 （页面存档备份，存于）